# Джовани ди Паоло
Вижте пояснителната страница за други личности с името Джовани.
Джовàни ди Пàоло (на италиански: Giovanni di Paolo di Grazia; * ок. 1400, † 1482, Сиена, Сиенска република) е италиански художник от Куатроченто и един от най-важните представители на Сиенската школа. Творбите му се отличават с повишена експресия, стигаща до екзалтация, и с причудлива фантазия.

## Биография
Има много малко информация за живота на художника. Той е роден в Сиена около 1403 г. Точната дата на ражданетео му е неизвестна; първият съществуващ документ, в който се появява името му, е от 1417 г.
Очевидно учителят му е Тадео ди Бартоло. Ди Паоло започва творческата си кариера като миниатюрист. Разцветът на неговата дейност се пада през 1440-1450-те години: по това време художникът създава най-известните си творби.
През целия си живот Джовани ди Паоло не напуска родния си град и умира в Сиена през 1482 г.

## Изразни средства
В историята на изкуството има доста художници, чиито имена остават забравени в продължение на няколко века. Сред тях е и  Джовани ди Паоло, който получава заслужена посмъртна слава едва през 20 век.
Творбите, които художникът създава преди 1426 г., не оцеляват. Най-ранната му известна творба е „Полиптих Печи" (1426 г.). В центъра му е била картината „Мадона с ангели" (сега в Кастелнуово Берарденга, Препозитура), отстрани на пояса, изобразяваща „Св. Доминик“ и „Йоан Кръстител“ (днес в Националната пинакотека в Сиена), а в долния ред евангелските сцени от предела – „Възкресението на Лазар“, „Носенето на кръста“, „Свалянето от кръста“ (Балтимор, Галерия „Уолтърс“) и „Разпятие“ (Алтенбург, Музей „Линденау“). Въпреки факта, че различни изкуствоведи виждат в творбите на Джовани ди Паоло различни реминисценции от творчеството на съвременни нему художници или на сиенските майстори от първата половина на XIV век („дарители“, от които Джовани ди Паоло заимства определени елементи, техники или някакъв вид творчески дух, са Тадео ди Бартоло, Грегорио ди Чеко, Джентиле да Фабриано, Сасета, Симоне Мартини и Амброджо Лоренцети), този майстор създава свой собствен, изключително индивидуален стил, който е лесно разпознаваем дори и за непрофесионалния поглед.
Причудливата фантазия и поразителна експресия в произведенията на Джовани отразяват необичаен поглед към света, който е присъщ на този майстор. Неслучайно в началото на XX век особен интерес към него проявяват художниците – експресионисти и сюрреалисти. Светът на приказния сън, или готическия блян, създадени от Джовани, са чужди на суетата на флорентинските художествени иновации. Нововъведенията, привнесени през XV век в сиенската живопис, в частност от Сасета, оказват на произведенията на Джовани ди Паоло само формално въздействие. Например в сцените на пределите на „Полиптих Фонди“ (1436 г. „Разпятие“, „Въведение в храма“, „Бягство в Египет“ – Сиена, Пинакотека; „Поклонение на влъхвите“ – Отерло, „Музей „Крьолер-Мюлер“) мотивите, като че заимствани от Сасета, са трансформирани в нереални, готически мотиви, с пейзажи, напомнящи на фреските на Амброджо Лоренцети. Джовани ди Паоло е съвременник на Векиета и Пиетро ди Джовани д'Амброджо, вижда тяхната живопис, взема и заимства от тях, но превежда всички заемки на някакъв сякаш архаичен език. Той изписва няколко варианти на „Разпятие“ (1440 г. Сиена, Национална пинакотека; 1440 г. църква „Сан Пиетро Овиле“; Дъблин, Нац. галерия) и няколко сцени от живота на Йоан Кръстител (Чикаго, Художествен институт; Ню Йорк, Музей „Метрополитън“; Мюнстер, музей; Авиньон, Пти Пале; Пасадина, Музей „Нортън Саймън“), в които се усеща духът на древния аскетизъм.
Джовани ди Паоло създава множество различни кавалетни произведения, като основно те са полиптихи. Той също се занимава с книжна миниатюра, като са известни таволетите, изписани от него за сиенската Бикерна (една от двете финансови магистратури на града). Особено следва да се отбележат такива негови творби като „Христос в Гетсиманската градина“ (до 1440 г. Ватикана, Пинакотека), „Мадона на смирението“ (Сиена, Пинакотека; Бостън, Музей за изящни изкуства), „Рай“ и „Изгнание от Рая“ (Ню Йорк, Музей „Метрополитън“), „Полиптих“ (1445 г., Флоренция, Уфици), олтарен образ на „Св. Николай“ (1453 г. Сиена, Пинакотека) и „Св. Йероним“ (Сиена, Музей на катедралата).
По-късни работи на художника, например „Полиптих Сан Силвестро“ (1475 г., Сиена, Пинакотека) са по-малко интересни отколкото произведенията от периода на неговия разцвет – 1440-1450-те години. 
Джовани ди Паоло е уникален майстор, който практически няма последователи. До известна степен за тази роля може да претендира Пелегрино ди Мариано.

## Миниатюри към „Божествена комедия“ на Данте
Крал Алфонсо V Арагонски през 1440-те г. поръчва известния ръкопис (сега в Британската библиотека) с текста на „Божествена комедия“ на Данте Алигиери. На 190 страници художниците Приамо дела Куерча и Джовани ди Паоло рисуват 112 миниатюри, като Куерча илюстрира „Чистилище“, а Ди Паоло – „Рай“. Фантастичният свят, създаден от гения на Данте, намира в тези миниатюри прекрасно визуално въплъщение. Художниците съумяват да създадат поразителна, нереална вселена, по която Данте пътешества в компанията на Вергилий или със своята възлюбена Беатриче. Ръкописът няма точна датировка. Примерна дата на неговото създаване е определена по миниатюрата на Джовани ди Паоло, на която той изобразява Флоренция с недовършения купол на катедралата. Понеже Филипо Брунелески го завършва в 1444 г., създаването на тези миниатюри се отнася към началото на 1440-те г.
- Миниатюра към „Божествена комедия“ на Данте. 1440-те г. Британска библиотека, Лондон
- Миниатюра с изображение на изглед от Флоренция. Куполът на Санта Мария дел Фиоре не е завършен.
- Монах, проповядващ ерес. Зад неговия гръб стои дявол.
- Беатриче показва на Данте Светата Троица. Архангелите Михаил и Гавриил бият падащите ангели.
- Данте и Беатриче пред св. Петър Дамиани. В долната част на миниатюрата има четири сцени от житието на св. Петър Дамиани.

## Избрани произведения
- Мадона с Младенеца и ангели (1426)
- Мадона с Христос на трона (1427). Национален музей на Сърбия, Белград
- Мадона на смирението (ок. 1435). Национална пинакотека, Сиена
- Madonna del Manto (1426). Базилика на Сам Клементе ин Санта Мария дей Серви, Сиена
- Кръщението на Св. Ансан (1440-те). Християнски музей, Естергом
- Свети архангел Михаил (1440). Пинакотека Ватикана, Рим
- Мадона на смирението (1442). Музей на изящните изкуства, Бостън
- Мадона с Младенеца и светци (1445). Галерия „Уфици“, Флоренция
- Разпятие на Сан Пиетро а Овиле (1440 – 1450). Епархийски музей за сакрално изкуство, Сиена
- Създаването на света и прогонването от Рая (1445). Музей на изкуството „Метрополитън“ , Ню Йорк, САЩ
- Мадона с Младенеца с двама ангели и дарител (1445). Музей на изкуството „Метрополитън“, Ню Йорк, САЩ
- Св. Клара и Елисавета Унгарска (1445). Частна колекция.
- Мадона с Младенеца със светии (1445). Галерия „Уфици“, Флоренция
- Свети Йоан Кръстител в затвора (1445/60). Художествен институт, Чикаго
- Свети Стефан (1450). църква „Санто Стефано ала Лица“, Сиена
- Свети Йоан Кръстител отива в пустинята (1454). Художествен институт, Чикаго
- Коронация на Дева Мария (1455). Музей на изкуството „Метрополитън“, Ню Йорк
- Рождество Христово (1460). Християнски музей, Естергом
- Света Екатерина пред папата в Авиньон (1460). Мадрид
- Поклонението на влъхвите (1462). Музей на изкуството „Метрополитън“, Ню Йорк
- Богородица и Христос със светите Бернардин, Антоний, Франциск и Сабина и Плач над Мъртвия Христос (1462 – 63). Пиенца.
- Мадона и Христос (ок. 1462 – 1465). Национален музей на Сърбия , Белград, Сърбия
- Страшният съд, Чистилище и Ад (1465). Национална пинакотека, Сиена
- Св. Екатерина Сиенска (1475). Частна колекция
- Успение Богородично (1475). Национална пинакотека, Сиена